# Дейли Планет
„Дейли Планет“ (на английски: Daily Planet) е измислен печатен вестник, който се появява в историите за Супермен, публикувани от ДиСи Комикс. Сградата на „Дейли Планет“ се намира в Метрополис и в него работят Кларк Кент, Лоис Лейн и Джими Олсън; главният му редактор е Пери Уайт. В комиксите за Супермен, „Дейли Планет“ е изобразен като известен, публикуван в цялата страна вестник от същия мащаб като „Ню Йорк Таймс“.
В комиксите, вестникът се намира в сърцето на Метрополис, на ъгъла на Пета улица и Алеята на мира. „Планет“ започва публикация през 1775 г.; Джордж Вашингтон написва уводната статия за първото всекидневно издание. Най-отличителният и известен белег на сградата на „Дейли Планет“ е огромният глобус, който стои върху покрива на сградата.